# Jorge de Villalonga
Jorge de Villalonga (Ciudad de Mallorca, 1664 – Madrid, 23 de mayo de 1740) era un noble español y caballero de la Orden de San Juan que ostentaba el título de conde de la Cueva y que llegara a ser teniente general del Ejército Real y luego nombrado como el primer virrey, desde 27 de noviembre de 1719 al 17 de mayo de 1724, del recién creado Virreinato de Nueva Granada, sucediendo al gobernador interino Antonio Ignacio de la Pedrosa y Guerrero. En su mandato se caracterizó por su preocupación por los indígenas y por la activación de la construcción de las murallas de Cartagena de Indias.

## Biografía
Jorge de Villalonga había nacido en el año 1664 en la Ciudad de Mallorca.
Fue conde de La Cueva y caballero de la Orden de San Juan, además de teniente general de los Reales Ejércitos, consejero en el Real y Supremo Consejo de Guerra, procurador real del Reino de Mallorca, general de las armas del puerto y presidio del Callao en el Perú, de donde pasó a virrey gobernador y capitán general del Nuevo Reino de Granada y presidente de la Real Audiencia de Santafé de Bogotá.
El 15 de diciembre de 1718 mientras se desempeñaba como jefe del ejército en el Perú, recibió la noticia de que había sido nombrado primer virrey del recientemente creado Virreinato de Nueva Granada. La nueva administración política incluía las actuales Venezuela, Colombia, Panamá y Ecuador. Hasta el 27 de mayo de 1717, este territorio había formado parte del Virreinato del Perú.
Villalonga hizo un largo viaje por tierra para asumir su nuevo cargo, parando en el camino en Quito y Popayán. El 17 de diciembre de 1718, causó una gran impresión en los habitantes de Santa Fe de Bogotá por la gran pompa de su entrada formal en la capital. Su estilo de vida desde entonces seguiría contrastando profundamente con la pobreza de la mayoría de los habitantes de la ciudad.
El virrey tenía órdenes específicas para acabar con el desorden y la corrupción rampantes entre los funcionarios reales del territorio. En 1722, formuló cargos contra el contable Domingo de Mena. Sin embargo, su administración fue conocido por su arbitrariedad y corrupción. Las instrucciones de Villalonga también especificaban que debía prevenir el desarrollo de las industrias del vino y textil en dicho Reino, con el fin de proteger a la industria española de la competencia. En noviembre de 1720, fuerzas españolas atacaron el asentamiento neerlandés de Tucacas, en la costa de la actual Venezuela, que era un foco de contrabando. Fue en gran parte destruido por los españoles, incluida una sinagoga que allí había.
En 1721, siguiendo órdenes del gabinete en Madrid, Villalonga expulsó a todos los extranjeros, tanto residentes como visitantes temporales, sin excluir a los hombres casados con mujeres oriundas del territorio. Tomó el control directo de la tesorería, mejoró el registro civil y ayudó a la fundación del colegio de jesuitas en la ciudad de Santa Fe de Antioquia.
Villalonga envió reiteradas recomendaciones a la Corona para suprimir el virreinato y restablecer la antigua dependencia de Perú, en aras de la economía. Sostenía que ese territorio era demasiado pobre para mantener un gobierno virreinal, habiendo pocos españoles y muchos amerindios en el territorio. En septiembre de 1723, luego de tres años de administración de Villalonga, el rey Felipe V ordenó finalmente suprimirlo. La reunificación se hizo efectiva el 11 de mayo de 1724; Villalonga dejó Bogotá el 31 de mayo de ese mismo año. Las dos provincias se mantuvieron unidas hasta 1740, cuando se volvió a crear el Virreinato de Nueva Granada, esta vez permanentemente.

### Otras políticas
Villalonga realizó amplios informes sobre el estado del reino, se preocupó por el trato y la justicia administrada a los indígenas, reglamentó lo relativo al registro levantado por parroquias y cabildos. Estableció el primer correo entre Santa Fe y Quito, el cual tenía frecuencia mensual y activó la construcción de las murallas para la defensa de Cartagena de Indias.